# Rigidoporus vinaceus
Rigidoporus vinaceus är en svampart som beskrevs av Corner 1987. Rigidoporus vinaceus ingår i släktet Rigidoporus och familjen Meripilaceae.   Inga underarter finns listade i Catalogue of Life.